# 카우라 포로 수용소 탈출 사건

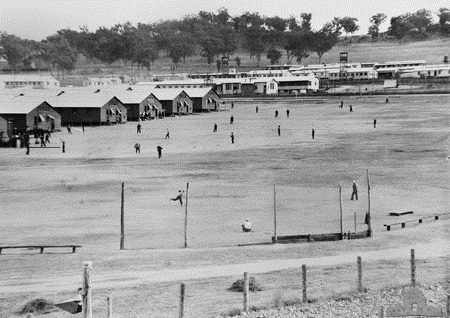
1944년 7월 1일의 카우라 포로 수용소 사진. 탈출 사건은 몇 주 후에 일어났다.

카우라 포로 수용소 탈출 사건은 제2차 세계 대전 당시 남태평양 전투에서 포로로 잡힌 2만여 명의 일본군 포로중 2,223명이 수용되어 있던 오스트레일리아 시드니 314km 서쪽의 뉴사우스웨일스주의 카우라 포로 수용소 캠프에서 벌어진 탈출 사건이다.
1944년 8월 5일, 1,104명의 일본군 포로들이 야구 방망이와 식칼을 이용한 흉기로 간수들을 위협하며 4명을 살해후 철조망에 담요를 걸쳐놓고 특수 장갑을 이용하여 철망을 넘어 359명이 탈출했다. 오스트레일리아 군경이 10일간의 수색끝에 자살자 31명과 스스로 오두막에 숨어 불을 질려 사망한 12명을 포함하여 230명이 사망하였다.

## 배경
일본군은 1942년 11월 23일 빈약한 호주 주둔군을 제압하고 뉴기니 동부 뉴브리튼섬 북동쪽에 위치한 라바울을 점령하였다. 그리고 곧 거대한 기지공사에 착수하여 2월에는 라바울에서 이륙한 육공기들이 모레스 비항을 폭격하기 시작했고, 3월에는 뉴기니 북단에 상륙해 라에와 살라모아를 점령하여 라에를 항공전진기지로 건설하기 시작했다. 1942년 2월 18일 일본군은 두 번에 걸쳐 호주 북단의 다윈을 공습한지 3개월 후 소형잠수함 3대가 시드니항구에 진입해 시드니 페리를 침몰시키도 하였다.
이처럼 제 2차 세계대전이 한창이던 1941년 5월 영 연방 연합군지휘를 맡았던 영국이 역사 이래 대규모 전쟁이 없었던 호주에 전쟁포로 수용소 설치를 결정했는데, 1944년까지 총 2,233명의 일본군 포로들 중 1,104명이 시드니에서 314km 거리의 서부 내륙에 위치한 카우라 지역 제12호 수용소에 재편성되었다. 카우라 수용소에는 이탈리아인, 한국인, 일본군 복무 경험이 있는 대만인뿐만 아니라 인도네시아 민간인까지 약 2천명이 네덜란드 동인도 정부의 요청에 따라 갇혀있었다. 기존의 이탈리아 포로들은 농장 노동자로 전환되어 A와 C동에 수용되었고, 강제 징병된 한국과 대만출신 포로들은 일본군 장교출신 포로들과 함께 D동에, 나머지 일본군 포로들은 B동에 수용되었다.

## 탈출

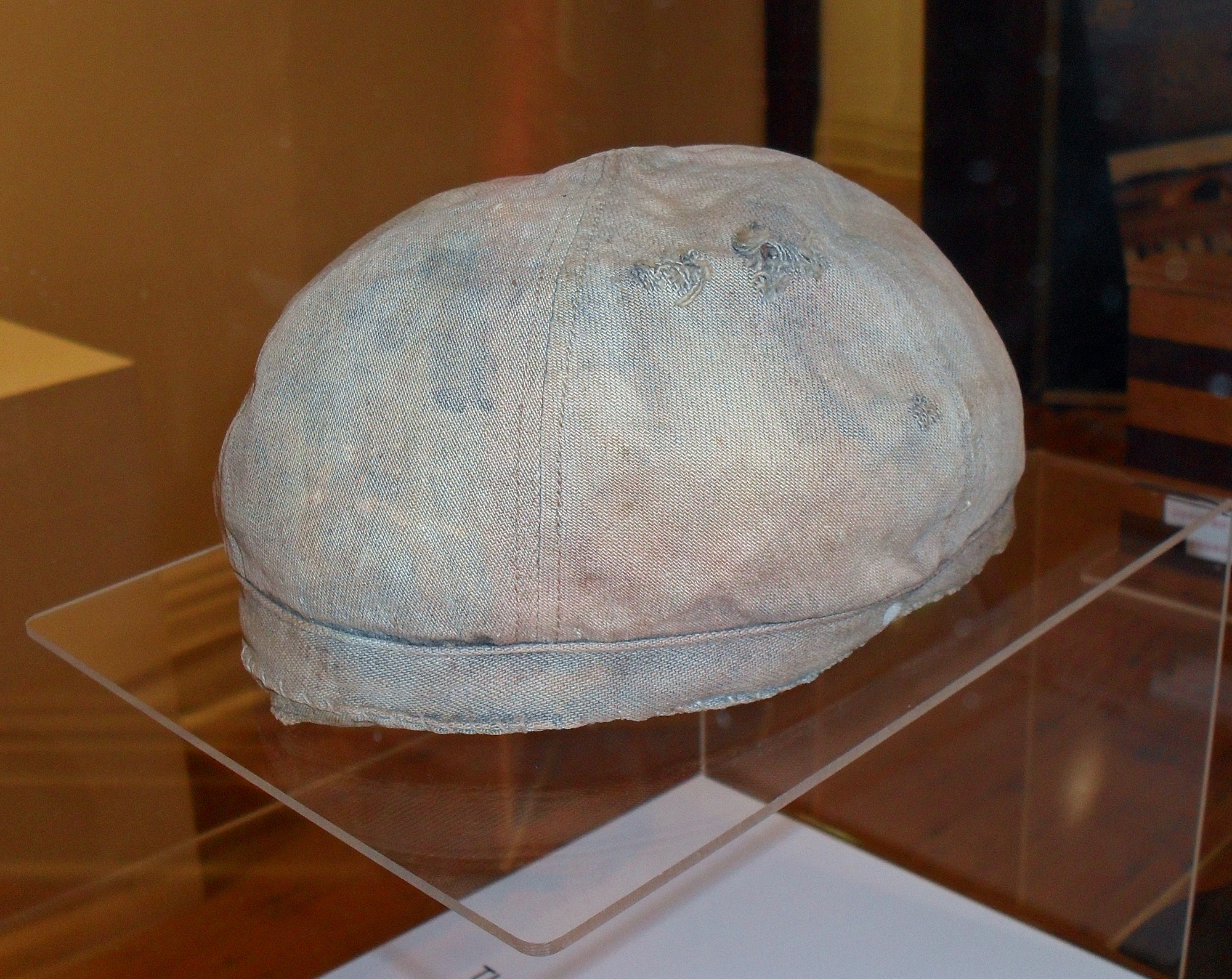
일본군 포로의 모자

일본군 포로들은 제네바협정을 거론하며 최대한 자신들의 권리를 보장받도록 하였는데, 일본군 포로들이 최소한 1주에 한 번은 생선회를 먹어야 한다고 주장한 탓에 수용소를 지키던 호주 군인들이 시드니까지 먼 거리를 오가며 생선을 구해왔다는 기록도 존재한다. 당시 카우라 수용소 제22수비대원 보고서에 따르면 카우라 포로 수용소 탈출 사건의 음모는 제네바협정을 악용하면서 허술한 수용소 감시로 잉태되었다고 보고되었다.
수용소관리본부는 한인 포로 타카오 마츠모토(포로번호 : JA147016)로부터 포로들의 탈출 음모를 보고받은 후 탈출시도를 막기 위해 포로 장교들에게 카우라 포로 수용소의 사병 700명을 카우라에서 290km 서쪽에 위치한 헤이 수용소로 이전을 통보했다. 이 사실을 들은 포로들은 1944년 8월 4일 오후 모든 일본군 포로에게 탈출계획을 알렸다.
일본군 전투기 조종사 하지메 토요시마가 나팔소리를 울리자 1,000여 명의 일본군 포로들이 직접 만든 날카로운 무기로 무장한 채 포로복과 담요로 날카로운 철조망을 덮고 탈출을 시도했다. 동시에 호주 제22수비대에서 경적이 울렸고, 벤 하디와 랄프 존스 이병의 경고 사격에도 불구하고 일본군의 탈출은 멈추지 않았고 이에 비커스기관총에 앉아 포로들에게 발포하기 시작했다. 수용소의 불이 꺼지고 아수라장이 되자 수비대는 조명등을 켜 탈출하는 포로들을 사살했으며 일부 포로들은 철조망에 걸린 수많은 시체들을 밟고 질주했다. 두 이병은 달려드는 포로들에게 붙잡히기 직전 기관총의 볼트를 뽑아 던져버려,기관총을 빼앗은 포로들에게 다른 사병들이 난사당하는 것을 막은 뒤 살해당했다.
호주 국방성의 당시 보관기록에 따르면 이 탈출 사건으로 230명의 포로들이 사살되거나 자살(탈출에 참여하지 않는 포로들은 수용소 내에서 자살)했고, 107명이 부상을 입었다. 334명에 달하는 포로가 탈출에 성공했지만, 9일 만에 전원 체포되거나 사살당했다. 이 중 많은 탈출자들이 자살한 것으로 밝혀졌다.

## 이후 경과
호주 정부는 이 사건에 대해 공식적인 조사를 실시했는데, 1944년 9월 8일 총리 존 커틴이 호주 하원에 결과를 발표했다.
- 수용소는 제네바 협약을 준수했다.
- 이 사건 이전에는 일본인 측에서 치료에 불만을 제기한 적이 없었는데, 이는 사전에 합의된 계획의 결과로 보인다.
- 공격에 맞선 호주 수비대대의 행동은 더 큰 인명 손실을 막았고, 그들이 통제권을 되찾자마자 포격을 중단했다.
- 대부분의 사망자들은 자살하거나 다른 포로에 의해 살해당했으며, 많은 일본인 부상자가 자해로 부상을 입었다.

하디 이병과 존스 이병은 공로를 인정받아 조지 십자장을 추서받았다.
1947년 일본과 이탈리아 포로들이 마지막으로 송환될 때까지 12번 수용소는 계속 운용되었다.

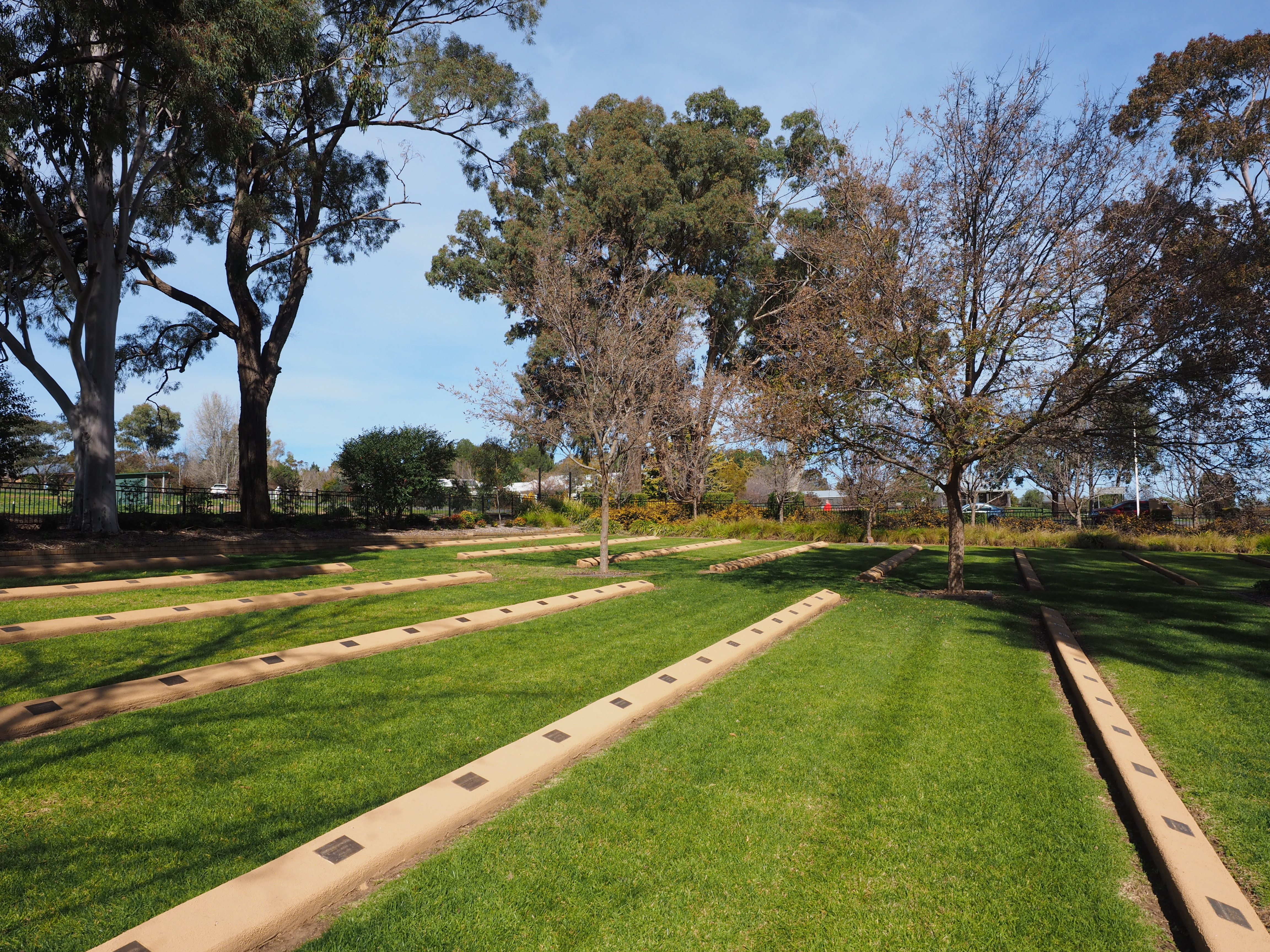
카우라 일본군 전몰자 묘지의 모습

1960년 일본 정부는 탈출 사건으로 매장된 일본인 포로들의 시체를 화장하여 카우라에 묻기로 결정했고, 1963년 카우라 시의회와 재향군인회는 전몰자를 위한 대단지 공동묘지 구역 운영권을 일본정부에 이양하는데 최종 승인했다. 이 지역은 호주 유일의 공식적인 일본군 묘지로 승인되었고, 1964년 첫 공식행사 이후 향소, 부조, 기념품을 전시하고, 거대한 화강암 기념비로 건립해 증정했다. 현재 카우라 일본군 전몰자 묘지에는 523개의 묘지가 안장되어 있다. 일본 정부는 일본군 전몰자 묘지 바로 우측에 위치한 대단위 호주 카우라 공립 공동묘지 시설 및 운영비를 지원하고 있다. 또한 카우라 일본군 전몰자 묘지 이양에 대한 감사의 뜻으로 1971년 일본정부는 카우라 지역 관광발전을 위해 일본식 정원과 일본문화센터를 현지에 설립하는 방안을 제안했다.
현재까지 매년 9월 카우라 벚꽃축제에는 다양한 전통문화 전시회와 일본인 인사를 초청하여 정기적인 호-일 양국 세미나를 개최하는 등 중요한 지역문화로 자리잡고 있다. 또한 호주국민들의 친일감정과 관계회복을 위해 일본군 전몰자 묘지 주변의 모든 거주자 주택 정면 도로 주변에 벚꽃나무를 심고 도로도 사쿠라로 명명하고 호주 카우라 지역과 일본 시민들 간 자매결연을 기념하는 동패를 나무아래에 전시하였다.

## 영화 및 문학에서의 묘사
- The Night of a Thousand Suicides, (1970), Angus & Robertson, ISBN 0-207-12741-7 by Teruhiko Asada, translated by Ray Cowan.
- Dead Men Rising, (1975), Angus & Robertson, ISBN 0-207-12654-2): a novel by Seaforth Mackenzie: 작가가 사건 당시 카우라에 주둔중이었다.[5]
- Die like the Carp: The Story of the Greatest Prison Escape Ever, (1978), Corgi Books, ISBN 0-7269-3243-4) by Harry Gordon.[6]
- The Cowra Breakout (1984): written by Margaret Kelly and Chris Noonan, and directed by Noonan and Phillip Noyce. : 4시간 30분짜리 텔레비전 미니시리즈다.[7][8]
- On That Day, Our Lives Were Lighter Than Toilet Paper: The Great Cowra Breakout (English translation) あの日、僕らの命はトイレットペーパーよりも軽かった -カウラ捕虜収容所からの大脱走 (2008): 55주년 특집으로 닛폰 방송에서 2시간 영상으로 방영하였다.
- Shame and the Captives (2013), (Sceptre, ISBN 978-1-4447-8127-4): 토마스 케니얼리가 카우라 포로 수용소 사건에 대해 허구화한 이야기다.
- Barbed Wire and Cherry Blossoms (2016), Simon & Schuster Australia, ISBN 978-1-925184-84-6): 전쟁이 끝날 때까지 인근 원주민 선교지에 숨어있던 포로에 대한 허구의 이야기다.
- Broken Sun (2008), directed by Brad Haynes.
- Lost Officer (2005) ロスト・オフィサー, (Spice, ISBN 4-902835-06-1): D 수용소에 수감된 일본군 포로들과 탈옥에 관여한 사람들에 초점을 맞춘 실화를 담은 책이다.
- Reconsidering the Cowra Breakout of 1944: From the Viewpoints of Survived Japanese Prisoners of War and Their 'Everyday Lives' in the Camp (2014): a doctoral thesis (Japanese language) by Dr. Mami Yamada.

## 같이 보기
- 제2차 세계 대전
- 제2차 세계 대전 남서태평양 전구

## 참고 문헌
- 강재원 외 1명, 「호주 카우라 일본군(日軍)포로 대탈출사건 한국인 전몰자 추모사업 실태조사와 시사점」, 『디아스포라 연구』 제11권 제1호, 2017